# O Círculo Vermelho
O Círculo Vermelho (Le cercle rouge) é um filme francês de 1970 dirigido por Jean-Pierre Melville, dos gêneros drama, suspense e policial.

## Sinopse
Um ladrão que acabou de sair da prisão acaba encontrando com um fugitivo da polícia que está sendo bastante procurado pela policia, eles então unem força com um ex-policial alcoólatra para roubar uma loja de joias enquanto um deles é severamente procurado pela policia. 

## Elenco
- Alain Delon ..... Corey
- Bourvil .... Comissário Mattei
- Gian Maria Volonté .... Vogel
- Yves Montand .... Jansen
- Paul Crauchet .... Receptor
- Paul Amiot.... Inspetor Geral da Policia
- Pierre Colet .... Agente Penitenciário
- André Ekyan ..... Rico